# SegaSonic the Hedgehog
SegaSonic the Hedgehog ist ein Pseudo-3D-Jump-’n’-Run-Computerspiel, das von Sega AM3 entwickelt und erstmals in Japan im Juni 1993 als Arcade veröffentlicht wurde. Das Spiel wurde auch in minimaler Stückzahl in den USA und Europa vertrieben und verfügt über dreidimensionales Gameplay mit isometrischer Kameraansicht, ebenso wie das 1996 erstveröffentlichte Sonic 3D: Flickies’ Island, und über eine japanische Sprachausgabe.
Die drei spielbaren Charaktere sind Sonic sowie die Debütanten Mighty the Armadillo und Ray the Flying Squirrel. Abgesehen von Mightys Auftritt in Knuckles’ Chaotix (1995) tauchten die beiden Charaktere erst in Sonic Mania Plus (2018) wieder auf.
Die Spielfiguren werden mit einem Trackball gesteuert. Dabei können bis zu drei Spieler alle drei Charaktere gleichzeitig steuern. Es existieren drei Revisionen des Automaten namens A, B und C. Ansonsten wurde das Spiel wurde nie wiederveröffentlicht und somit nie dem Heimkonsolen-Publikum zugänglich gemacht, obwohl dies auf dem Sega 32X und mit der Sonic Gems Collection geplant war, aber laut Yūji Naka aufgrund der Trackball-Steuerung verworfen wurde.

## Handlung
Dr. Eggman konnte Sonic, Mighty und Ray gefangen nehmen und brachte sie nach Eggman Island, wo sie aus ihrer Gefangenschaft ausbrechen. Das Trio trotzt allen Gefahren und Fallen, um sich zum Eggman Tower vorzuarbeiten. Als sie den Kontrollraum erreichen, betätigt Dr. Eggman den Knopf, der die Selbstzerstörungssequenz der gesamten Insel einleitet, doch Sonic, Mighty und Ray gelingt rechtzeitig vor der Explosion die Flucht von der Insel. Dr. Eggman selbst entkommt zwar ebenfalls, jedoch stürzt er aus Kraftstoffmangel seines Egg Mobile in das Meer ab.

## Gameplay
In SegaSonic the Hedgehog übernimmt der Spieler wahlweise die Kontrolle über Sonic the Hedgehog, Mighty the Armadillo oder Ray the Flying Squirrel, wobei alle drei identisch zu steuern sind. Mit dem Trackball lassen sich die Spielfiguren in die jeweilige Richtung lenken und mittels des einzigen Aktionsknopfes springen sie mit der Spin Attack. Das Ziel ist es, das Ende des Spiels ohne Lebensverlust zu erreichen. Nach einem Lebensverlust endet das Spiel und man muss von vorne beginnen. Auf seinem Weg muss man vielen Gefahren, Fallen und Abgründen ausweichen, Feuersäulen entkommen, an Leitern klettern und unter Wasser tauchen. Dabei kann man Ringe sammeln, die nach Bewältigen eines Levelabschnitts gezählt werden und Punkte bringen.
Das Spiel besteht aus sieben Stages (Volcanic Vault, Icy Isle, Desert Dodge, Trap Tower, Landslide Limbo, Wild Water Way und Eggman's Tower), die als Level definiert werden können. Im Anschluss der fünften Stage folgt zudem ein Bosskampf. Nach Ende des Spiels, welches nach ungefähr 15 Minuten Spieldauer erreicht wird, erscheinen die Credits des Spiels.

## Synchronisation
SegaSonic the Hedgehog verfügt über eine japanische Synchronisation und ist damit das erste Sonic-Spiel mit Sprachausgabe. Die Synchronsprecher wurden für zukünftige Spiele (Sprachausgabe in Sonic-Spielen gab es erst wieder 1998 bei Sonic Adventure) jedoch nicht mehr berücksichtigt.
| Synchronsprecher in SegaSonic the Hedgehog | Synchronsprecher in SegaSonic the Hedgehog |
| Figur im Spiel                             | Japanischer Synchronsprecher               |
| ------------------------------------------ | ------------------------------------------ |
| Sonic the Hedgehog                         | Takeshi Kusao                              |
| Mighty the Armadillo                       | Yūsuke Numata                              |
| Ray the Flying Squirrel                    | Hinako Yoshino                             |
| Dr. Eggman                                 | Masaharu Satō                              |

## Neuveröffentlichungen und Nachfolger
Es war geplant, SegaSonic the Hedgehog auf das Sega 32X zu porten, jedoch wurde dies aufgrund des Misserfolgs des Systems nicht weiter angestrebt. Auch war das Spiel als Teil der Sonic Gems Collection geplant, doch auch dies wurde nicht umgesetzt, da laut Yūji Naka die Trackball-Steuerung auf herkömmlichen Controllern schwer umsetzbar war.
Einen direkten Nachfolger hat das Spiel ebenfalls nicht, wenngleich Sonic Labyrinth (1995, Sega Game Gear) und Sonic 3D: Flickies’ Island (1996/1997 Sega Mega Drive, Sega Saturn und PC) auf dieselbe, isometrische Pseudo-3D-Kameraansicht setzen.
Nachdem Mighty zunächst ansonsten einzig in Knuckles’ Chaotix (1995, Sega 32X) wieder spielbar war, tauchten die Charaktere Mighty the Armadillo und Ray the Flying Squirrel erst wieder in Sonic Mania Plus (2018) auf.